# Nenngröße T
Die Nenngröße T ist die kleinste heute verfügbare Nenngröße im Modelleisenbahnbereich, die serienmäßig hergestellt wird. Die Normalspur mit einer Vorbild-Spurweite von 1435 mm weist dabei eine Modell-Spurweite von 2,9 mm auf und wird umgangssprachlich als Spur T (T Gauge) bezeichnet. Das T steht für englisch 3 (mm) = three. Der Maßstab beträgt 1:480, jedoch wurde für die zuerst produzierten japanischen Kapspur-Züge 1:450 gewählt.

## Spurweite
| Spur | Bezeichnung | Modell-Spurweite | Vorbild-Spurweite | Bemerkung Rechnerische Modell-Spurweite im Maßstab 1:480 bzw. 1:450 für Kapspur |
| ---- | ----------- | ---------------- | ----------------- | ------------------------------------------------------------------------------- |
| T    | Normalspur  | 2,9 mm           | 1435 mm           | 2,99 mm                                                                         |
| T    | Kapspur     | 2,9 mm           | 1067 mm           | 2,4 mm                                                                          |

Die bislang angebotenen Kap-Spur-Triebwagen bewegen sich somit nicht auf maßstabsgerechter Modellspurweite. Mit Erscheinen des angekündigten ICE3 im Maßstab 1:480 wird jedoch mit einem Normalspurzug die passende Spurweite nahezu erreicht.

## Geschichte
2006 präsentierte der japanische Hersteller KK Eishindo aus Osaka dieses neue System auf der Tokyo Toy Show. Ab 2007 gelangte es in den Handel und löste damit die Spur ZZ von Bandai als kleinste serienmäßige Modelleisenbahn ab.
Im Jahr 2009 wurde die Produktion von T-Gauge an die Firma Railway Shop in Hongkong abgegeben, KK Eishindo ist seitdem nur noch der Lizenzgeber für die Modelle und Patente. Die Produktion erfolgt in einer eigenen Fertigungsanlage in der Nähe von Hongkong.
In Japan, den Vereinigten Staaten, Großbritannien, Australien und Deutschland hat sich diese exotische Spurweite mittlerweile etabliert, wobei das Hauptaugenmerk des Vertriebs mittlerweile auf Europa liegt. Es sind industriell bislang japanische Modelle auf dem Markt, der ICE 3 nach Vorbild der Deutschen Bahn ist 2013 erschienen, ebenfalls erhältlich ist der britische Intercity. Ein britischer Vertrieb bietet nunmehr auch einen eigenen Zug sowie einen Messingbausatz einer Diesellokomotive an. Insgesamt ist der Markt noch sehr überschaubar.
Auch der Zubehörmarkt kennt nur wenige Produkte. Der Modellbahner muss sich hier stärker als in anderen Nenngrößen mit eigenen Schöpfungen helfen. T-Gauge bietet selbst ein relativ umfangreiches Sortiment an Zubehör wie Häuser, Fahrzeuge, Figuren und Landschaftselemente an, zudem gibt es etwa im Bereich des Flugzeugmodell-Zubehörs sowie des Architekturmodell-Bedarfs Modelle im Maßstab 1/400 oder 1/500, die für Spur T geeignet sind.

## Technik
Wegen des kleinen Maßstabs sind die Triebwagen viel zu leicht für einen sicheren Fahrbetrieb (Ähnlichkeitstheorie), weshalb sie von sehr starken Magneten auf den Gleisen gehalten werden. Die magnetische Kraft ist so hoch, dass die Züge auch über Kopf auf den Schienen fahren können. Für vorbildgerechten Langsamfahrbetrieb bietet sich der Einsatz hochwertiger Fahrregler aus dem Zubehörhandel an, mit der neuesten Motorengeneration sind dann sogar Rangierfahrten möglich. Die Steuerung der Modelle arbeitet bislang noch nicht digital (Stand Dez. 2021).

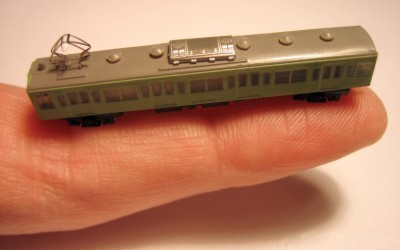
Kapspur-Vorortzug nach japanischem Vorbild für die Spur T
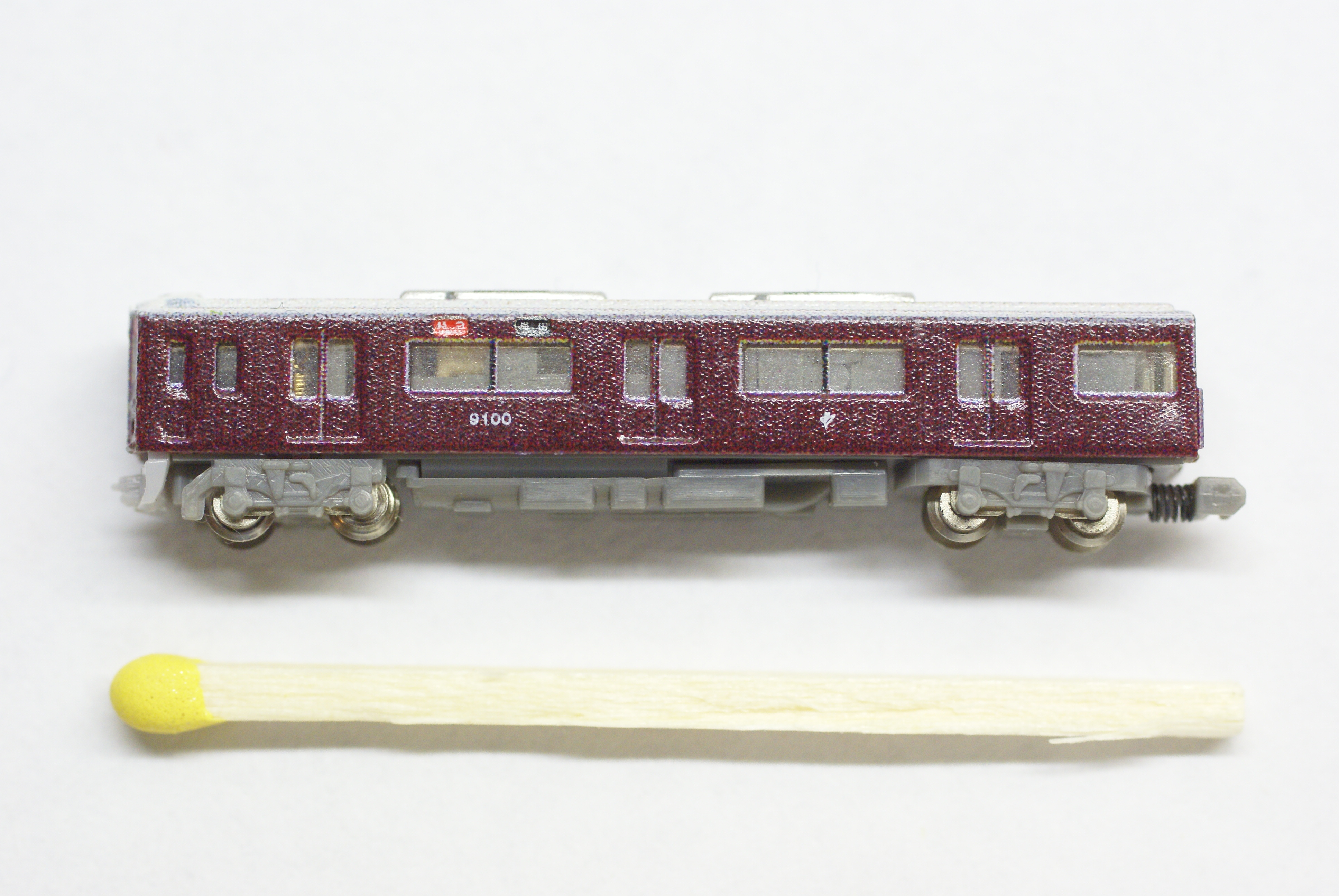
Hankyū 9000 von KK Eishindo im Größenvergleich
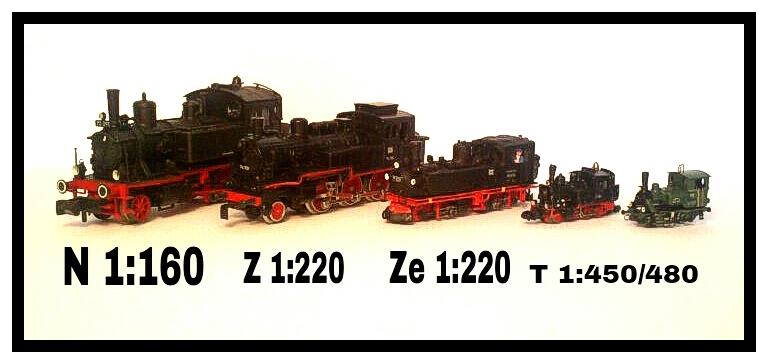
Vergleich der Spuren N, Z und T
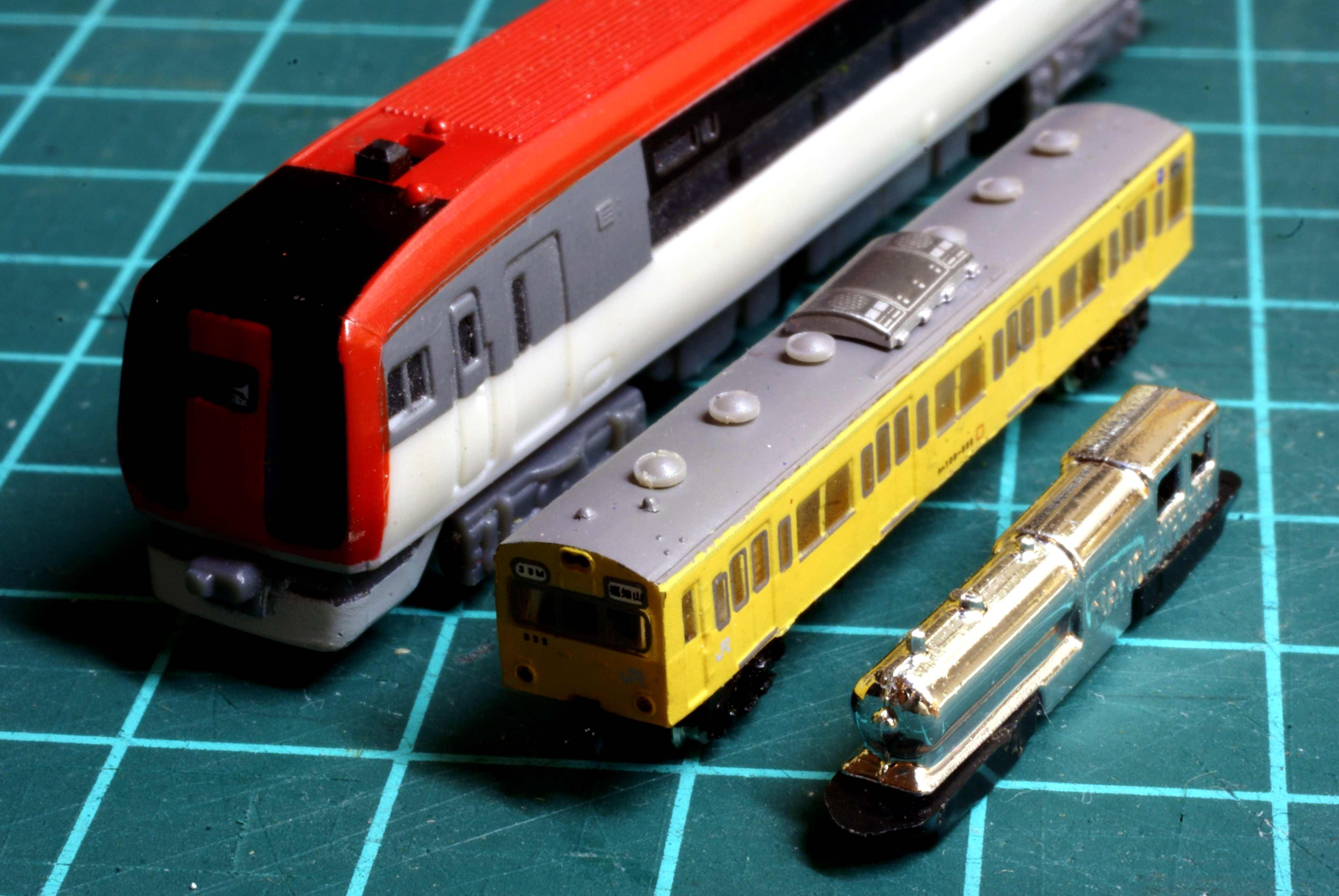
Vergleich der Spuren ZZ, T und TY
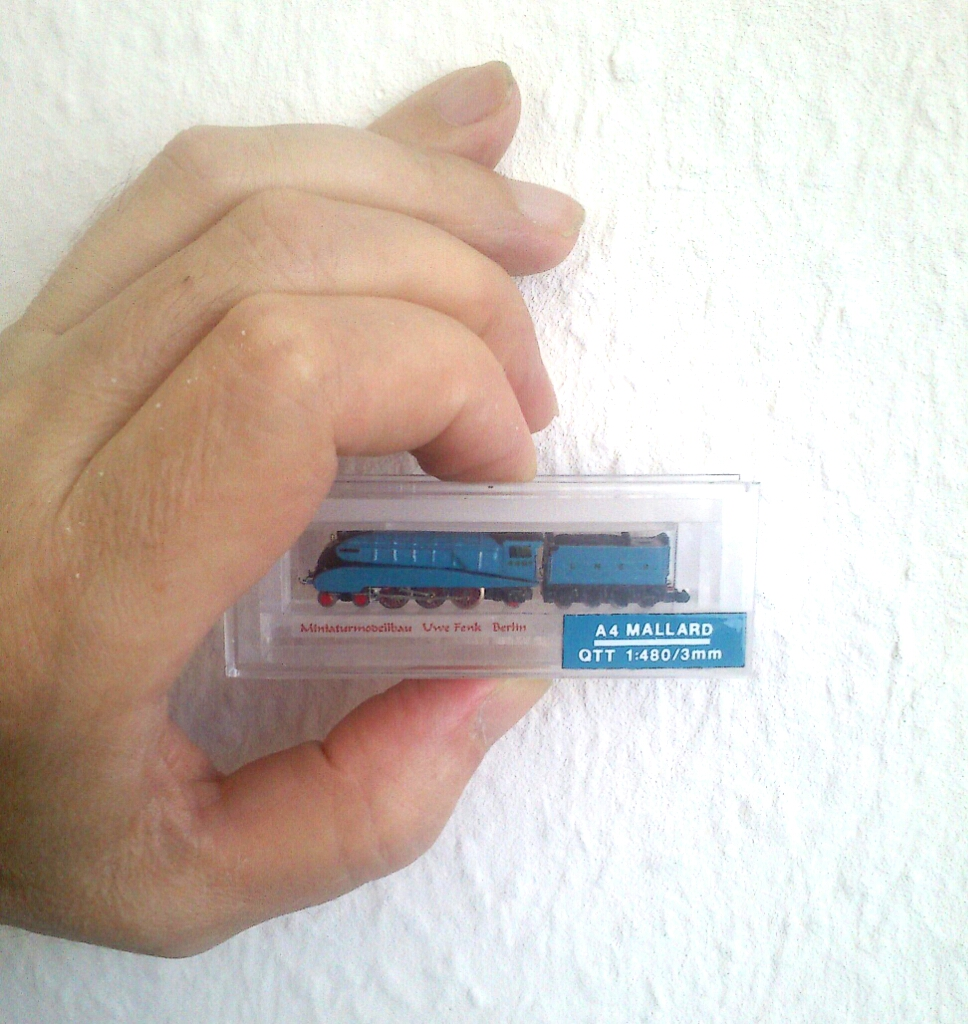
Dampflok in Spur T
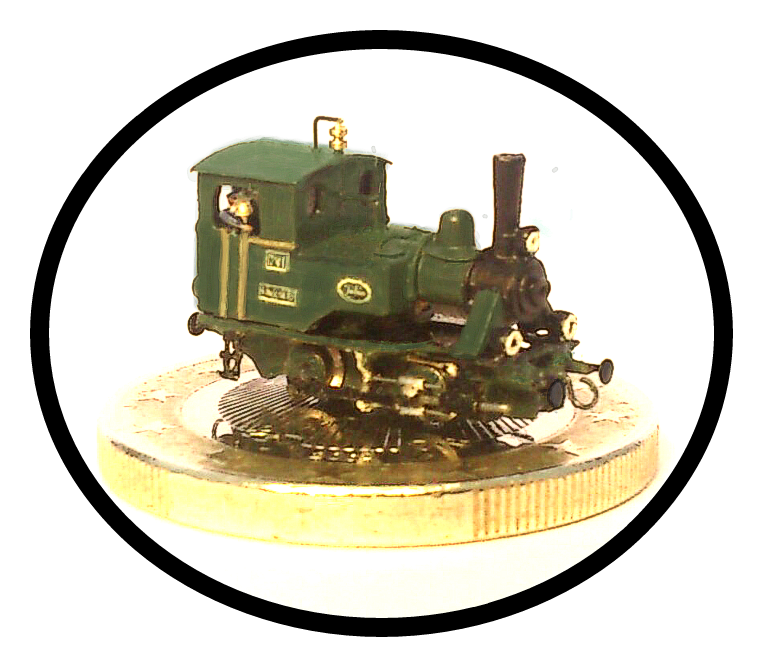
Spur T Dampflok auf einer 1-Euro-Münze